# Rote Zora
Rote Zora (en català: Zora la roja, el nom estava inspirat en el llibre Zora la roja i la seva banda, un conte infantil de Kurt Held) era un grup de guerrilla urbana feminista d'esquerra radical actiu a Alemanya Occidental de 1977 a 1995, conegut per una sèrie d'accions amb explosius. El grup va bombardejar moltes empreses encara que ningú va ser ferit en els 45 atacs que l'organització va dur a terme entre 1977 i 1995.

## Història
El moviment va prendre el seu nom del llibre de 1941 “Zora la Roja i la seva banda”, un conte infantil de Kurt Held, que narra la història d'una noia croata pèl-roja, Zora la Roja, qui lidera una colla de nois i noies orfes compromeses a corregir injustícies.
Rote Zora va començar el 1977 com el braç feminista de les Cèl·lules Revolucionàries, organització guerrillera d'esquerres que es denominava rival de la Facció de l'Exèrcit Roig. El primer dels seus atacs va ser una bomba plantada davant les oficines de l'Associació de Metges alemanya per protestar contra les lleis d'avortament. Posteriorment va bombardejar el Tribunal Constitucional Federal d'Alemanya a Karlsruhe. Rote Zora es va escindir de les Cèl·lules Revolucionàries el 1986 per no convéncer amb els mètodes violents d'altres grups d'esquerres. Va llançar una campanya que va ser dissenyada per no fer mal. El seu últim atac va ser en una drassana de Bremen el 1995.
Va bombardejar nombrosos sex shops, cotxes d'empresaris, la companyia Siemens, Bayer, i la companyia Nixdorf Computer AG. Les seves activistes eren guerrilleres a temps parcial, i eren conegudes per la premsa de l'època com a "terroristes després de la feina" perquè la majoria tenia treballs de classe mitjana i portava a terme els seus atacs en el seu temps lliure.
Encara que Rote Zora era una escissió de l'organització Cèl·lules Revolucionàries, algunes membres van continuar associades amb ambdós grups. A l'any 2000, Oliver Tolmein va produir un documental sobre el grup.
Al abril de 2007, l'exmembre de Rote Zora Adrienne Gershäuser va ser jutjada pels intents de bombardejos de l'Institut Tècnic Genètic de Berlín el 1986 i d'una fàbrica de peces de vestir a Baviera el 1987, rebent una pena de dos anys.